# 기독교전남방송
기독교전남방송(상호명 : 전남씨비에스, 약칭 : 전남CBS, 영어: Jeonnam Christian Broadcasting System)은 개신교계 방송 중 하나로서, 대한민국 전남 동부 지역의 민영 방송이다.
지상파 라디오 방송국을 가지고 있으며, 씨비에스 기업집단의 주력 업체로 CBSi, 노컷뉴스 등 다수의 계열사를 아래에 두고 있다.

## 역사

### 2000년 ~ 2010년
- 2000.11.06 전남동부권 표준FM방송 중계소 개국 (주파수 102.1MHz, 출력 1KW)
- 2001.09.01 허미숙 설립 본부장 취임
- 2001.09.24 [CBS전남동부권방송 설립준비위원회]발족 유은옥, 신용호, 임재환, 이길수, 정동익, 정성규, 박찬제, 김복순, 신남이
- 2001.11.01 설립본부 개소 (순천시 매곡동 117-5 기독교회관5층)
- 2001.11.23 [CBS전남방송]으로 社名 확정
- 2002.03.07 CBS위성TV 개국(Sky life CH704)
- 2002.04.04 운영이사회 회칙 제정
- 2002.06.03 준비이사회발족(18인) 및 실행위원 선출 준비이사장/유은옥, 총무/김동운, 재무/신남이
- 2002.07.04 방송본부(연주소) 건물설정(순천시 매곡동 117-5 기독교회관 4층,5층)
- 2002.07.15 방송위원회, 기독교전남방송국 설립허가 추천
- 2002.08.24 법인사업자 등록(순천세무서)
- 2002.09.16 전남방송 운영에 관한 협약체결
- 2002.12.11 송신소 지정 및 시설 설정(여수 구봉산)
- 2002.12.30 전남방송 홈페이지 오픈
- 2003.01.17 전남방송 창립개국일 확정(2003년 6월10일)
- 2003.03.31 설립준비이사회를 창립준비이사회로 명칭변경
- 2003.04.14 전남방송본부로 승격
- 2003.04.18 김순현 2대 본부장 취임
- 2003.05.15 전남방송 시험방송 시작
- 2003.06.05 CBS전남방송 무선국(연주소)준공
- 2003.06.10 CBS전남방송 창립개국(주파수 102.1MHz, 출력2KW), 전남방송 창립기념대회, 창립준비이사회를 운영이사회로 명칭변경
- 2003.10.01 CBS합창단 이종일 지휘자 취임
- 2003.10.11 CBS선교합창단 창단
- 2003.10.13 제1회 목회자 초청세미나
- 2003.10.25 제1회 CBS성가합창제
- 2003.12.11 터키 국립합창단 초청공연
- 2003.12.31 CBS전남방송과 (주)한국케이블TV전남동부방송간 뉴스제휴, 협약체결
- 2004.01.12 2004년도 신년 연합예배
- 2004.03.15 CBS-TV 지역케이블 TV채널 79번 송출시작(Sky life 162)
- 2004.04.21 (주)싸이언소프트와 영상목회 정보화사업 MOU체결
- 2004.05.15 장애인을 위한 사랑의 음악회
- 2004.05.31 CBS합창단 한이춘단장 취임, CBS합창단 창단기념연주회
- 2004.06.05 영상목회를 위한 정보화 세미나
- 2004.06.12 CBS전남방송 창립 1주년 기념행사
- 2004.07.27~31 제1회 선상부흥회
- 2004.10.14 제2회 목회자 초청세미나
- 2004.11.06 제2회 CBS성가합창제
- 2004.12.30 제1회 CBS송년음악회(포크페스티벌)
- 2005.01.06 제 2대 운영이사장 우천수 장로 취임
- 2005.02.01 CBS전남방송 24시간 방송운영실시
- 2005.03.23 CBS전남방송 칼럼리스트 위촉장수여
- 2005.06.13 CBS합창단 제2회 정기연주회 - W.A.Mozart(1756~1791) K.V626 Requiem, (영원한 안식으로 인도하소서..) / 순천문화예술회관
- 2005.06.16 CBS전남방송 창립2주년 기념행사 / 여수진남체육관, "2012여수세계박람회 유치성공 기원 전남대회"
- 2005.08.02~05 중국선교여행
- 2005.10.09 김순기 3대 본부장 취임
- 2005.10.19 영화제
- 2005.12.10 송년음악회
- 2006.02.24 제 1회 교회음향 세미나
- 2006.03.01 CBS TV 지역케이블 CH34 송출
- 2006.03~04월 제 3회 크리스챤 축구대회
- 2006.04.01 제 1회 민물낚시대회
- 2006.05.29 CBS합창단 정기연주회
- 2006.06.10 창립 3주년 기념 "I Love CBS"콘서트
- 2006.11.11 "CBS포크페스티벌
- 2006.12.02 "제4회 CBS성가합창제
- 2007.03.17 제 4회 CBS컵 크리스천 축구대회
- 2007.03.28 CBS TV 지역케이블 CH53 송출
- 2007.04.16 제 2대 CBS합창단 이월래 단장 취임
- 2007.06.19 창립4주년기념 "지역사랑 콘서트"
- 2007.10.18~19 장학일목사 초청 'CBS대성회' 장소 : 순천제일교회
- 2007.11.24 CBS성가합창제 - 광양중앙교회
- 2007.12.21 CBS포크페스티벌 - 여수시민회관
- 2008.02.12 제 3대 운영이사장 이길수목사 취임
- 2008.02.18 이열범 4대 본부장 취임
- 2008.03.22 제 5회 CBS컵 크리스찬 축구대회
- 2008.04.22 TV교계뉴스 방송시작
- 2008.05.31 전남CBS 소년소녀찬양단 창단 단장 김양숙 권사 취임
- 2008.06.20 창립5주년 기념 '향림 뮤직 페스티벌'
- 2008.10.27 CBS아마추어 골프대회
- 2008.12.06 CBS성가합창제 - 여수영락교회
- 2009.03.09 백상필 고문변호사 위촉
- 2009.05.09 교회음향세미나 여수은파교회
- 2009.06.16 카르멘 아리아 여수시민회관, 러시아 노보시비르스크 국립오페라 발레극장, 주역가수 초청음악회
- 2009.07.27~08.01 (1차, 2차) 2009 CBS어린이방송캠프 / 장소: 순천청소년 수련소
- 2009.11.06 2013 순천만국제정원박람회 유치확정기념, "Jazz와 갈대의 속 삭임" 공연 (금) PM 19:30 순천문예회관
- 2009.11.20 전남CBS 오케스트라 창단예배, (금) PM 19:30 순천제일교회 벧엘관
- 2009.12.02 CBS통신선교회 발대식 장소: 전남CBS 5층공개홀
- 2009.12.12 CBS뒤나미스 미니스트리 창단식 장소: 순천제일교회 중예배실
- 2009.12.14 전남CBS 오케스트라 창단연주회 장소 : 순천문화예술회관
- 2010.02.19 CBS 청소년오케스트라 창단 단장 박태철 장로
- 2010.03.05 제4대 운영이사장 고만호 목사 취임(여수은파교회)
- 2010.03.18 김동인 제5대 본부장 취임
- 2010.03.25 창립7주년 기념 "봄의 왈츠" 공연 (순천문화예술회관)
- 2010.08.02~11 어린이 비전캠프 개최 (3차,4차,5차) - 광주호남신학대학교
- 2010. 09.10 CBS 뒤나미스 미니스트리 해단
- 2010.11.18 CBS Jazz Concert "가을밤의 향기" 공연(여수시민회관)

### 2011년 ~ 2017년
- 2011.02.21~23 CBS어린이 겨울캠프(순천 청소년수련소)
- 2011.05.03 창립8주년 기념 "JUMP" 공연(순천문화예술회관)
- 2011. 7.21~27 어린이 비전캠프 (7차,8차) (순천 청소년수련소)
- 2011. 11.1 윤항기, 윤복희 <여러분> 공연(여수 시민회관)
- 2011. 11.12 CBS 청소년오케스트라 정기연주회 (순천문예회관)
- 2012.01.05 제5대 운영이사장 김동운 목사 취임 (순천성광교회)
- 2012.03.26 창립9주년 기념 "라이어" 연극 공연 (여수시민회관)
- 2012.07.12~14 9차 CBS 전국어린이 비전캠프(여수돌산 제일수련원)
- 2012.07.30~8.1 10차 CBS 전국어린이 비전캠프(순천청소년수련소)
- 2012.08.13~15 11차 CBS 전국어린이 비전캠프(순천청소년수련소)
- 2012.09.1 CBS 전국학생음악경연대회 (피아노, 관현악부분 - 순천시 문화건강센터 다목절홀)
- 2012.09.8 CBS 전국학생음악경연대회 (성악, 실용음악 부분 - 순천시 문화예술회관 소극장)
- 2012.10.13 CBS합창단 단목 취임예배 (순천북부교회 유병근 목사)
- 2012.10.13~12.8 CBS찬양예배자 학교 개강 (순천남부교회 금당예배당)
- 2012.10.25 라이어 2탄 연극 공연 (순천문화예술회관(목) PM 19:30)
- 2012.11.19 전남CBS합창단 제5회 정기연주회 (PM 19:30 순천문화예술회관 대극장)
- 2012.12.20 주철 제6대 본부장 취임
- 2013.02.25~27 CCD SCHOOL 개최(순천천보교회)
- 2013.04.04 전남CBS 창립10주년 기념 "라이어 3탄" 연극공연 (순천문화예술회관 대극장)
- 2013.06.10 전남CBS 창립10주년 감사예배 및 기념식 (순천에코그라드호텔 4층 컨벤션홀)
- 2013.06.24 CBS오케스트라 단목,단장 취임예배(순천제일교회 벧엘관) <단목:송재선목사(순천수정), 단장:감장흥 장로(순천성광)>
- 2013.06.27 창립10주년 특별기획 " 이단대책 컨퍼런스 " 개최 (목) 저녁 7시 순천제일교회
- 2013.07.04 창립10주년 특별기획 " 이단대책 컨퍼런스 " 개최 (목) 저녁 7시 광양골약교회
- 2013.07.15 창립10주년 특별기획 " 이단대책 컨퍼런스 " 개최 (월) 저녁 7시 여수은파교회
- 2013. 8. 5~8. 9 CBS 어린이 비전캠프 (순천청소련수련원)
- 2013. 9. 6~9. 7 CBS 전국학생 음악경연대회(순천대학교 우석홀)
- 2013. 10. 18 창립10주년 기념공연 " 세르게이 트로파노프& 집시앙상블 " 내한공연(여수 엑스포홀)
- 2013. 12. 6 2013순천만국제정원박람회 성공개최 "시민감사 축하한마당" (순천문화예술회관)
- 2014. 1. 10 제6대 운영이사장 조용구 목사 취임 (여수열방제일교회)
- 2014. 3. 24 제3대 CBS합창단 서종옥 단장 취임
- 2014. 4. 10 창립11주년 기념 특별공연 "더 베이스갱" 내한공연 (GS칼텍스 예울마루 대극장)
- 2014. 7. 28~8. 1 CBS어린이 비전캠프 (34,35차) - 순천청소년 수련원
- 2014. 8. 9 여수세계박람회 성공개최 2주년 기념 "힐링콘서트" (여수세계박람회장 내 엑스포홀)
- 2014. 8. 28 어린이를 위한 오페라 리도페라 "인어공주" 공연
- 2014. 8. 29~8. 30 CBS 제3회 전국학생 음악경연대회 (국립순천대학교 우석홀)
- 2014. 10. 2 스칼라&콜라쉬니 내한공연 (순천문화예술회관)
- 2014. 10. 21 전남CBS합창단 제6회 정기연주회 (순천문화예술회관 대극장)
- 2014. 10.30 ~ 31 어린이 클래식 음악극 "피아노의 숲" 공연(순천만정원 습지센터 야외공연장)
- 2014. 11. 13 고흥지역 이단대책 컨퍼런스 (고흥문화회관 김연수실)
- 2014. 11. 22 CBS가족사진공모전 시상식 (순천만정원 습지센터 야외공연장)
- 2014. 11. 28 벌교지역 이단대책 컨퍼런스(벌교 채동선 음악당)
- 2015. 1. 19 ~ 1. 23 특별직원영성예배
- 2015. 2. 9 순천 남산중계소 TF팀 발족기도회(광양교회 윤태현 목사)
- 2015. 2. 11 순천 남산중계소 TF팀 발족기도회(여수열방제일교회/전남CBS 운영이사장 조용구 목사)
- 2015. 3. 4 순천 남산중계소 설립허가 감사예배(순천강남중앙교회)
- 2015. 4. 16 "라바 키즈 클래식 공연" (순천문화예술회관 대극장)
- 2015. 5. 31 저녁 7시 30분 순천북부교회 전남CBS 순천 남산중계소 개국기념 성회 (새에덴교회 소강석 목사 초청)
- 2015. 6. 2 저녁 7시 30분 여수 GS칼텍스 예울마루 대극장 창립12주년 기념 특별공연 "파개그니니" 공연
- 2015. 6. 10 순천성은교회 순천 남산중계소 설립 기념식
- 2015. 6. 22 이기완 제7대 본부장 취임
- 2015. 8. 26 어린이 클래식 음악극 "인어공주 공연 (고흥문화회관)
- 2015. 8. 28 어린이 클래식 음악극 "인어공주 공연 (보성문화예술회관)
- 2015. 9. 5 제2회 CBS가족사진 공모전 시상식(순천만국가정원 내 프랑스정원)
- 2015. 9. 7 CBS합창단 단목취임 예배(순천하늘샘교회 오영재 목사)
- 2015. 10. 22 "우리악기 가을을 노래하다 with 한동준" 공연(순천문화예술회관 대극장)
- 2015. 11. 19 이단대책 컨퍼런스 (저녁 7시 순천제일교회)
- 2016. 01. 16 제7대 운영이사장 정평기 장로 취임 (광양대광교회)
- 2016. 06. 20 창립13주년 기념 특별공연 "파개그니니" (GS칼텍스 예울마루 대극장)
- 2016. 07. 26 ~ 28 어린이 비전캠프
- 2016. 07. 28 ~ 30 어린이 비전캠프
- 2016. 10. 20 어린이 클래식음악극 "내친구 찰리" (고흥문화회관 김연수실)
- 2016. 10. 21 어린이 클래식음악극 "내친구 찰리" (여수GS칼텍스 예울마루 소극장)
- 2016. 10. 25 어린이 클래식음악극 "내친구 찰리" (보성군 문화예술회관)
- 2016. 11. 07 전남CBS 합창단 제7회 정기연주회(순천문화예술회관 대극장)
- 2016. 11. 22 전남CBS 창립13주년 기념특별공연 "포크페스티벌" (순천문화예술회관 대극장)
- 2016. 11. 27 "시국기도회 및 이단척결 동성애 대책 컨퍼런스" (순천대학교 실내체육관)
- 2016. 12. 04 "시국기도회 및 이단척결 동성애 대책 컨퍼런스" (여수엑스포홀)
- 2016. 12. 11 "시국기도회 및 이단척결 동성애 대책 컨퍼런스" (광양실내체육관)
- 2017. 01. 18 제8대 이길수 운영이사장. 유영혁 본부장 취임예배 (순천천보교회)
- 2017. 04. 17 창립 14주년 기념 특별공연 " 유열과 노래하는 봄"
- 2018. 03. 08 김의양 제9대 본부장 취임

## 방송 송출 시설망
| 전남CBS 라디오 | 전남CBS 라디오 | 전남CBS 라디오 | 전남CBS 라디오 | 전남CBS 라디오                       | 전남CBS 라디오                                     |
| 송신소         | 주파수         | 출력           | 호출부호       | 송신소 위치                          | 방송구역                                           |
| -------------- | -------------- | -------------- | -------------- | ------------------------------------ | -------------------------------------------------- |
| 구봉산 송신소  | FM 102.1㎒     | 2㎾            | HLCL-FM        | 전남 여수시 여서동 산163-3 (여수MBC) | 여수시 일원, 순천시 일부, 광양시 일부, 고흥군 일부 |
| 남산 중계소    | FM 89.5㎒      | 100W           | HLCL-FM        | 전남 순천시 인제동 산42-2            | 순천시 일원, 광양시 일부, 여수시 일부, 고흥군 일부 |

## 라디오 시보 멘트
- FM 102.1MHz 순천 89.5MHz 바르고 따뜻한 세상을 만드는 방송 전남CBS입니다. HLCL-FM

## 같이 보기
- KBS순천방송국
- 여수MBC
- kbc
- febc 전남동부극동방송
- 글로벌광주방송
- cpbc 광주가톨릭평화방송
- BBS 광주불교방송
- TBN 광주교통방송